# Antall-kormány
Az Antall-kormány a rendszerváltás utáni első magyar szabadon választott kormány, ami teljes ciklusát a rendszerváltás utáni Magyarországon töltötte ki (az első rendszerváltáshoz köthető kormány a Németh-kormány volt, amelynek ciklusa során történtek a rendszerváltás legfontosabb lépései, előkészületei). A kormány egy hárompárti koalícióból állt: az MDF, a KDNP és az FKgP vettek részt benne. A kormány 1990. május 23-án alakult meg. 1991-ben kisebb kormányválság alakult ki, amikor az FKgP Torgyán József pártelnök vezette része kivált a koalícióból és a párt két részre szakadt. Az egyik rész maradt FKgP néven, a másik az Országgyűlésben előbb 36-ok néven működött, majd 1993-ban felvette az EKgP nevet, amely a koalíció tagja maradt. Antall József 1993. december 12-ei halála után Boross Péter vette át a miniszterelnöki tisztséget.

## A kormány tagjai
| Név | Hivatal kezdete    | Hivatal vége       | Párt           | Megjegyzés     |
| Miniszterelnök | Miniszterelnök     | Miniszterelnök     | Miniszterelnök | Miniszterelnök |
| --- | ------------------ | ------------------ | -------------- | -------------- |
| Antall József | 1990. május 23.    | 1993. december 12. | MDF            |                |
| Belügyminiszter |                    |                    |                |                |
| Horváth Balázs | 1990. május 23.    | 1990. december 21. | MDF            |                |
| Boross Péter | 1990. december 21. | 1993. december 21. | MDF            |                |
| Külügyminiszter |                    |                    |                |                |
| Jeszenszky Géza | 1990. május 23.    | 1993. december 21. | MDF            |                |
| Pénzügyminiszter |                    |                    |                |                |
| Rabár Ferenc | 1990. május 23.    | 1990. december 20. | pártonkívüli   |                |
| Kupa Mihály | 1990. december 20. | 1993. február 11.  | MDF            |                |
| Szabó Iván | 1993. február 18.  | 1993. december 21. | MDF            |                |
| Ipari és kereskedelmi miniszter                                                                                          |                    |                    |                |                |
| Bod Péter Ákos | 1990. május 23.    | 1991. december 9.  | MDF            |                |
| Szabó Iván | 1991. december 9.  | 1993. február 24.  | MDF            |                |
| Latorcai János | 1993. február 24.  | 1993. december 21. | KDNP           |                |
| Földművelésügyi miniszter                                                                                                |                    |                    |                |                |
| Nagy Ferenc József | 1990. május 23.    | 1991. január 16.   | FKgP           |                |
| Gergátz Elemér | 1991. január 16.   | 1993. február 22.  | EKgP           |                |
| Szabó János | 1993. február 22.  | 1993. december 21. | EKgP           |                |
| Igazságügy-miniszter |                    |                    |                |                |
| Balsai István | 1990. május 23.    | 1993. december 21. | MDF            |                |
| Népjóléti miniszter |                    |                    |                |                |
| Surján László | 1990. május 23.    | 1993. december 21. | KDNP           |                |
| Művelődési és közoktatási miniszter                                                                                      |                    |                    |                |                |
| Andrásfalvy Bertalan | 1990. május 23.    | 1993. február 22.  | MDF            |                |
| Mádl Ferenc | 1993. február 22.  | 1993. december 21. | pártonkívüli   |                |
| Munkaügyi miniszter |                    |                    |                |                |
| Győriványi Sándor | 1990. május 23.    | 1991. január 16.   | FKgP           |                |
| Kiss Gyula | 1991. január 16.   | 1993. december 21. | EKgP           |                |
| Honvédelmi miniszter |                    |                    |                |                |
| Für Lajos | 1990. május 23.    | 1993. december 21. | MDF            |                |
| Környezetvédelmi és területfejlesztési miniszter                                                                         |                    |                    |                |                |
| Keresztes K. Sándor | 1990. május 23.    | 1993. február 22.  | MDF            |                |
| Gyurkó János | 1993. február 23.  | 1993. december 21. | MDF            |                |
| Közlekedési, hírközlési és vízügyi miniszter                                                                             |                    |                    |                |                |
| Siklós Csaba | 1990. május 23.    | 1993. február 22.  | MDF            |                |
| Schamschula György | 1993. február 22.  | 1993. december 21. | MDF            |                |
| Nemzetközi gazdasági kapcsolatok minisztere                                                                              |                    |                    |                |                |
| Kádár Béla | 1990. május 23.    | 1993. december 21. | MDF            |                |
| A polgári titkosszolgálatokat felügyelő tárca nélküli miniszter                                                          |                    |                    |                |                |
| Boross Péter | 1990. július 19.   | 1990. december 21. | MDF            |                |
| Gálszécsy András | 1990. december 21. | 1992. február 29.  | pártonkívüli   |                |
| Füzessy Tibor | 1992. junius 18.   | 1993. december 21. | KDNP           |                |
| Kárpótlásért felelős tárcanélküli miniszter                                                                              |                    |                    |                |                |
| Gerbovits Jenő | 1990. május 23.    | 1991. január 16.   | FKgP           |                |
| Nagy Ferenc József | 1991. január 16.   | 1993. december 21. | EKgP           |                |
| Privatizációért felelős tárcanélküli miniszter                                                                           |                    |                    |                |                |
| Szabó Tamás | 1992. január 24.   | 1993. december 21. | MDF            |                |
| Az Országos Műszaki Fejlesztési Bizottságot vezető tárcanélküli miniszter                                                |                    |                    |                |                |
| Pungor Ernő | 1990. december 22. | 1993. december 21. | pártonkívüli   |                |
| Bankügyekért felelős tárcanélküli miniszter (a tisztség 1992. január 23-án megszűnt)                                     |                    |                    |                |                |
| Botos Katalin | 1990. december 21. | 1992. január 23.   | MDF            |                |
| Az MTA és a tudománypolitika felügyeletéért felelős tárcanélküli miniszter (a tisztség 1993. február 22-én megszűnt)     |                    |                    |                |                |
| Mádl Ferenc | 1990. május 23.    | 1993. február 22.  | pártonkívüli   |                |
| A politikai foglyok szervezeteivel foglalkozó tárcanélküli miniszter (a tisztség 1991. január 16-án megszűnt)            |                    |                    |                |                |
| Kiss Gyula | 1990. május 23.    | 1991. január 16.   | FKgP, EKgP     |                |
| Határon túli magyar ügyekben felelős tárcanélküli miniszter (a tisztség 1992. január 23-án megszűnt)                     |                    |                    |                |                |
| Horváth Balázs | 1990. december 22. | 1992. január 23.   | MDF            |                |
| Az Országgyűléssel való kapcsolattartás és sportfelelős tárcanélküli miniszter (a tisztség 1993. február 22-én megszűnt) |                    |                    |                |                |
| Horváth Balázs | 1992. január 24.   | 1993. február 22.  | MDF            |                |